# 绿华岛
绿华岛位于舟山群岛北部，包括东绿华岛和西绿华岛，1972年建成百米跨海桥后，两岛自此贯连。东绿华岛最高海拔144米。
该岛属于浙江省嵊泗县，位置在县城菜园镇东北约20公里处。东、西绿华岛面积分别为1.15和1.39平方公里，居民共3000余人，多为黄岩、岱山人后裔。1950年始建绿华乡，而1934年曾与花鸟山合建花绿乡，乡政府驻西绿华反岗村。此后经历并乡并村，目前为菜园镇下属的绿华社区绿华村，驻地在西绿华岛。
绿华海域是优良的深水港区，是远洋轮进出上海港的侯潮锚地。